# D 685 (Türkei)
Die Straße D 685 (Devlet yolu 685) ist eine 178 km lange Straße in der Türkei. Sie verbindet den Flughafen von Isparta mit dem Flughafen von Antalya.

## Verlauf
Die Straße zweigt in der Nähe des Flughafens von Isparta in der Nähe des Nordendes des Burdur-Sees von der Nord-Süd-Achse der D 650 nach Osten ab und führt in die Provinzhauptstadt Isparta, wo die Straße D 330 in Richtung Eğirdir abzweigt. Von dort folgt sie weitgehend dem Fluss Aksu Çayı an den beiden Karacaören-Stauseen entlang. Die Straße trifft in Aksu (Antalya) auf die West-Ost-Achse der D 400 und endet in der Nähe des Flughafens Antalya.